# L'angelo e il diavolo (film 1946)
L'angelo e il diavolo è un film del 1946 diretto da Mario Camerini.

## Trama
Due sposini fanno conoscenza con due strani vicini di casa, i quali non sono altro che l'incarnazione del Male e del Bene. Il primo esercita le sue arti per distruggere l'amore dei coniugi, inducendo l'uomo al perdere somme alle corse e stimolando la vanità della donna; l'altro spirito invece opera per far tornare la pace nell'equilibrio turbato della coppia.

## Distribuzione
Il film fu proiettato per la prima volta in pubblico il 2 settembre 1946.